# Fredrik Peter Brandt

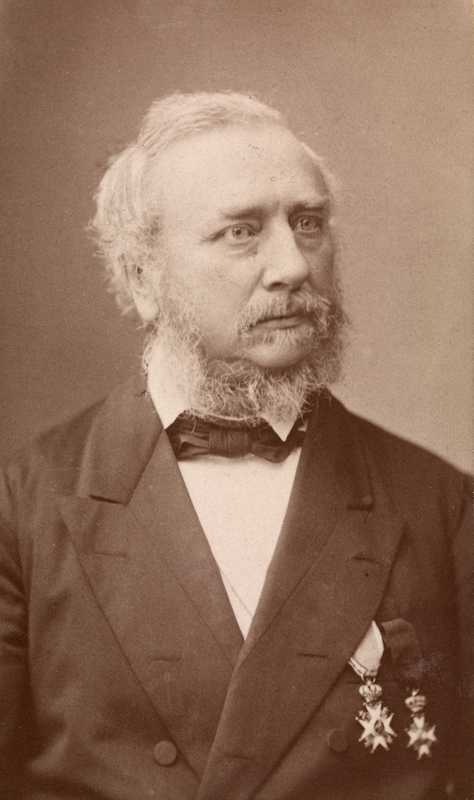
Fredrik Peter Brandt.

Fredrik Peter Brandt, född den 24 juli 1825 i Åmli, död den 2 maj 1891, var en norsk rättshistoriker.
Brandt blev universitetsstipendiat 1849, lektor 1862 och var professor i laghistoria och sakrätt vid Kristiania universitet 1866–1890. Hans huvudarbeten är Forelæsninger over den norske Retshistorie (1880–1883) samt Tingsretten, fremstillet efter den norske Lovgivning (2:a upplagan 1878). Brandt utgav även tillsammans med Georg Frederik Hallager Christian IV:s norske Lovbog af 1604 (1855) och ensam prejudikatssamlingen Repertorium for praktisk Lovkyndighed (1855–1863).